# Långtjärnen (Ytterhogdals socken, Hälsingland, 688386-145699)
Långtjärnen är en sjö i Härjedalens kommun i Hälsingland och ingår i Ljusnans huvudavrinningsområde.